# Rhyacia hydrilloides
Rhyacia hydrilloides är en fjärilsart som beskrevs av Alphéraky 1897. Rhyacia hydrilloides ingår i släktet Rhyacia och familjen nattflyn. Inga underarter finns listade.